# Oxyopes concolor
Oxyopes concolor är en spindelart som beskrevs av Simon 1877. Oxyopes concolor ingår i släktet Oxyopes och familjen lospindlar.
Artens utbredningsområde är Filippinerna. Inga underarter finns listade i Catalogue of Life.